# Tribus (Rome)
In het oudste Rome was tribus oorspronkelijk de aanduiding van een der drie patricische stammen die samen de oude stadstaat Rome vormden: de Tities, de Ramnes en de Luceres. Elk van deze etnische tribus was onderverdeeld in tien curiae: de eerste civitas Romana telde er aldus dertig. Elke tribus bestond uit verschillende gentes, die op hun beurt uit verschillende familiae bestonden.
Deze etnische tribus werden, volgens de overlevering onder Servius Tullius, vervangen door lokale tribus, wijk- of kiesdistricten, waarvan het aantal in de loop der tijden op 35 werd gefixeerd, en die samen de comitia tributa vormden. 
Het behoren tot een tribus was noodzakelijk voor het bezit van het burgerrecht. Aan het hoofd van een tribus stond een curator, die het register van personen en eigendommen in zijn tribus moest bijhouden. De stedelijke tribus waren onderverdeeld in vici (= wijken), de landelijke tribus in pagi (dorpen), die elk hun eigen wijk- of dorspfeesten (de Compitalia) hadden. Wanneer gaandeweg nieuwe burgers werden opgenomen, uit de rest van Italië, werden die meestal opgetekend in een van de stedelijke tribus.